# H7N9亜型
H7N9亜型（えいちなな えぬきゅう あがた、Influenza A virus subtype H7N9）は、A型インフルエンザウイルスの亜型の1つである。鳥類間で主に感染が広まっていた（トリインフルエンザ）が、ウイルスの増えやすさを決める特定の遺伝子が、ヒトの細胞の表面に感染しやすく変異している事が確認された。ヒトの間で感染が拡大する新型インフルエンザの発生が懸念されている。ただし、明確なヒトヒト感染は現在のところ確認されていない。

## 歴史
2013年3月末、中国国家衛生・計画出産委員会は、上海市で低病原性トリインフルエンザ (LPAI)（H7N9亜型）に感染した87歳と27歳の男性2人が死亡し、安徽省で35歳の女性が重体になったと発表した。なお、H7N9亜種が人間に感染した事例はこれが初めてである。
4月14日現在では、上海市、北京市、河南省、安徽省、江蘇省、浙江省での60の感染例とそのうち13の死亡例がある。人間から人間への感染例は見つかっていない。また、どのようにして感染しているのか（宿主が何か）未解明である。家禽類での感染が見つかっているが、豚の感染例は発見していない。
8月6日、研究チームが人から人に感染したとみられる初のケースを英医学誌に発表した。